# Oberdonven
Oberdonven (lb. Uewerdonwen) – wieś (Uertschaft) we wschodnim Luksemburgu, w kantonie Grevenmacher, w gminie Flaxweiler. Do 3 października 2015 miejscowość leżała w dystrykcie Grevenmacher. Liczy 232 mieszkańców (1 stycznia 2023).